# Unificazione tedesca

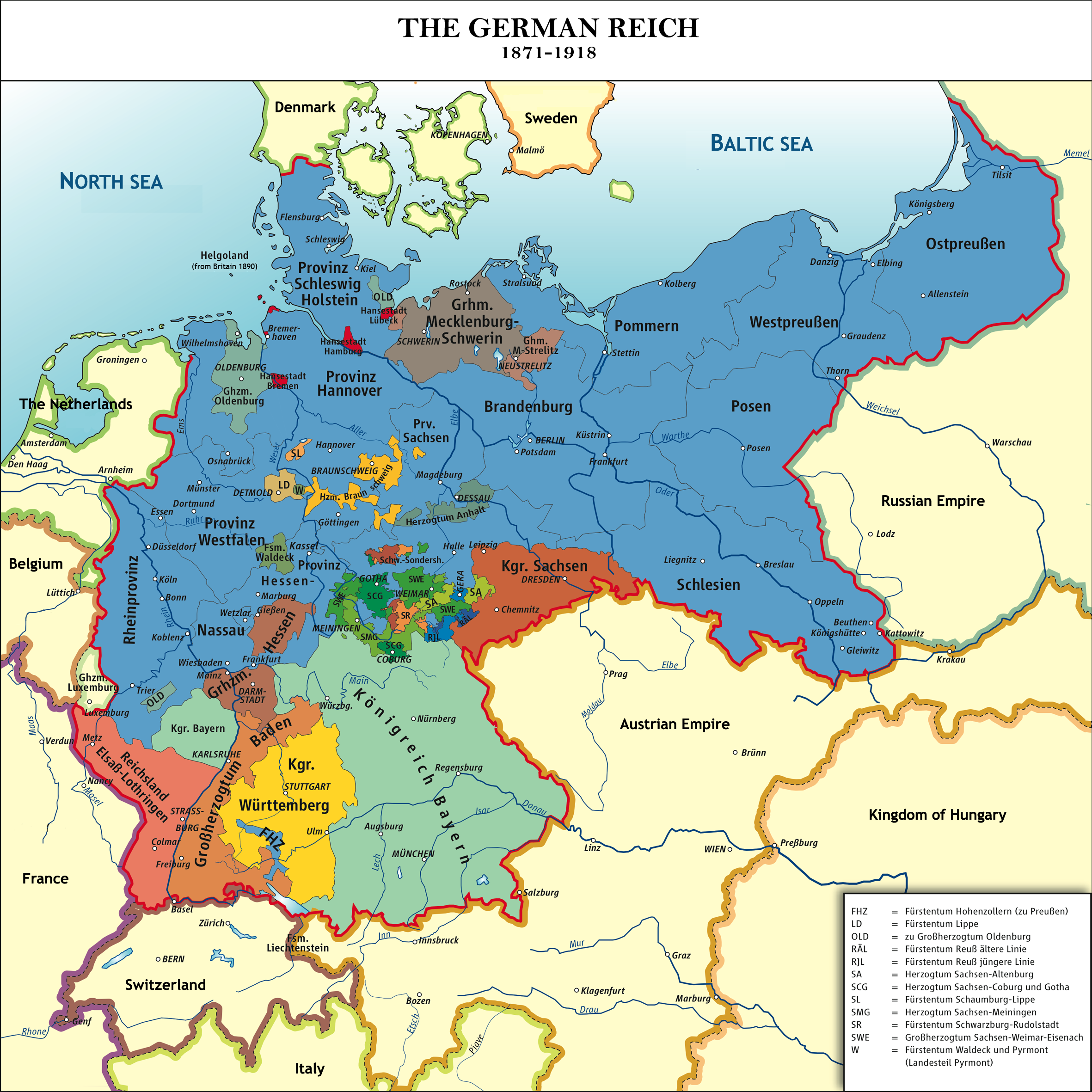
Aree amministrative dell'Impero tedesco (1871-1918) dopo l'unificazione. In blu i territori del Regno di Prussia.

L'unificazione tedesca (in lingua tedesca: Deutsche Einigung) indica il processo di unificazione della Germania avvenuto nel corso del XIX secolo in due tappe: dapprima con la creazione della Confederazione Tedesca del Nord (nel 1867) e successivamente con la costituzione dell'Impero tedesco (nel 1871).
Il processo di unificazione avvenne sulla spinta del Regno di Prussia, il più potente ed esteso degli Stati tedeschi. Grazie alla sua forza militare e all'energica guida del primo ministro Otto von Bismarck, la Prussia riuscì a imporsi sulle potenze vicine che osteggiavano la creazione di uno Stato tedesco, come l'Impero austriaco e la Francia di Napoleone III, portando a compimento il progetto di unificazione.

## Storia

### Le guerre napoleoniche
In epoca medievale, gli imperatori del Sacro Romano Impero Germanico (SRI) non riuscirono a instaurare una monarchia nazionale in Germania, per cui il SRI era di fatto una confederazione di principi tedeschi. Nel 1806 le guerre napoleoniche posero fine al SRI, il cui dissolvimento fu completato dall'invasione e dall'occupazione di gran parte del territorio tedesco da parte dell'esercito napoleonico.
Proprio con le guerre napoleoniche tuttavia si affermò il sentimento nazionale, al punto che il problema dell'unificazione della Germania, trascurato per secoli, dominò la storia della Germania moderna. Questo risveglio si manifestò dapprima soprattutto negli ambienti universitari e in quelli liberali. Nelle università vennero coinvolti sia gli studenti, che si riunirono spesso in società segrete quali la Tugendbund, che i professori, il più celebre dei quali, Johann Gottlieb Fichte, nei suoi Discorsi alla nazione tedesca identificò nella purezza della cultura e della lingua tedesca il fondamento del sentimento nazionale. 

### La Confederazione germanica

Confini della Confederazione germanica (1820) - blu: Prussia, giallo: Austria, grigio: altri stati indipendenti - linea rossa: confini della Confederazione germanica (si osservi che sia la Prussia che l'Austria controllano territori non facenti parte della Confederazione)

L'atto finale del congresso di Vienna (9 giugno 1815) ridisegnò la mappa dell'Europa, e quindi della Germania. In luogo del SRI, che non fu restaurato, venne istituita una Confederazione germanica di trentanove stati, due dei quali, l'Impero d'Austria e la Prussia, molto più grandi degli altri. La Confederazione germanica, come pure il Parlamento di Francoforte che avrebbe dovuto guidarla, furono quindi dominate costantemente dalla rivalità fra l'impero d'Austria e il Regno di Prussia, sebbene in un primo tempo i due stati abbiano fatto spesso causa comune per combattere le idee liberali e quelle rivoluzionarie.
Fino alla metà del XIX secolo, comunque, la Confederazione germanica fu dominata dall'Austria: sotto la direzione conservatrice di Klemens von Metternich la politica dell'Impero austriaco fu avversa al movimento per l'unificazione nazionale tedesca; la politica della Prussia, molto attenta ai problemi relativi all'industrializzazione e al commercio, fu viceversa favorevole all'unificazione, evidente attraverso il favore verso misure di unificazione economica, per esempio a favore dell'unione doganale (Zollverein).

### L'industrializzazione e le spinte unitarie
L'industrializzazione della Germania, iniziata verso il 1830 e sviluppatasi con lo sfruttamento di giacimenti di ferro e carbone e con l'apparizione delle prime reti ferroviarie, ebbe anche l'effetto di creare in Germania una borghesia industriale liberale sul modello di quella inglese. A una riunione di liberali tenuta a Heppenheim il 10 ottobre 1847 era stata chiesta la creazione di un parlamento popolare e di un governo comune per tutti gli stati dello Zollverein.

I moti rivoluzionari scoppiati in Germania nel 1848 presentarono pertanto aspetti liberali (richiesta di costituzioni ai principi tedeschi, accolte fra l'altro anche in Prussia) e aspetti nazionali in senso unitario. Dal 18 maggio 1848 al 31 maggio 1849 a Francoforte sul Meno si riunì la cosiddetta Assemblea nazionale di Francoforte (in tedesco: Frankfurter Nationalversammlung), un'assemblea costituente riunita per dare una costituzione alla Confederazione germanica e gettare le basi dello stato unitario tedesco. Nel parlamento e nel paese si andava tuttavia delineando una divisione tra i fautori di una Grande Germania, propensi a includervi tutto l'Impero austriaco o quanto meno le province di lingua tedesca dell'Austria, e i sostenitori della Piccola Germania, favorevoli cioè a uno stato tedesco che non avrebbe compreso l'Austria e in cui la Prussia avrebbe avuto un ruolo egemonico.

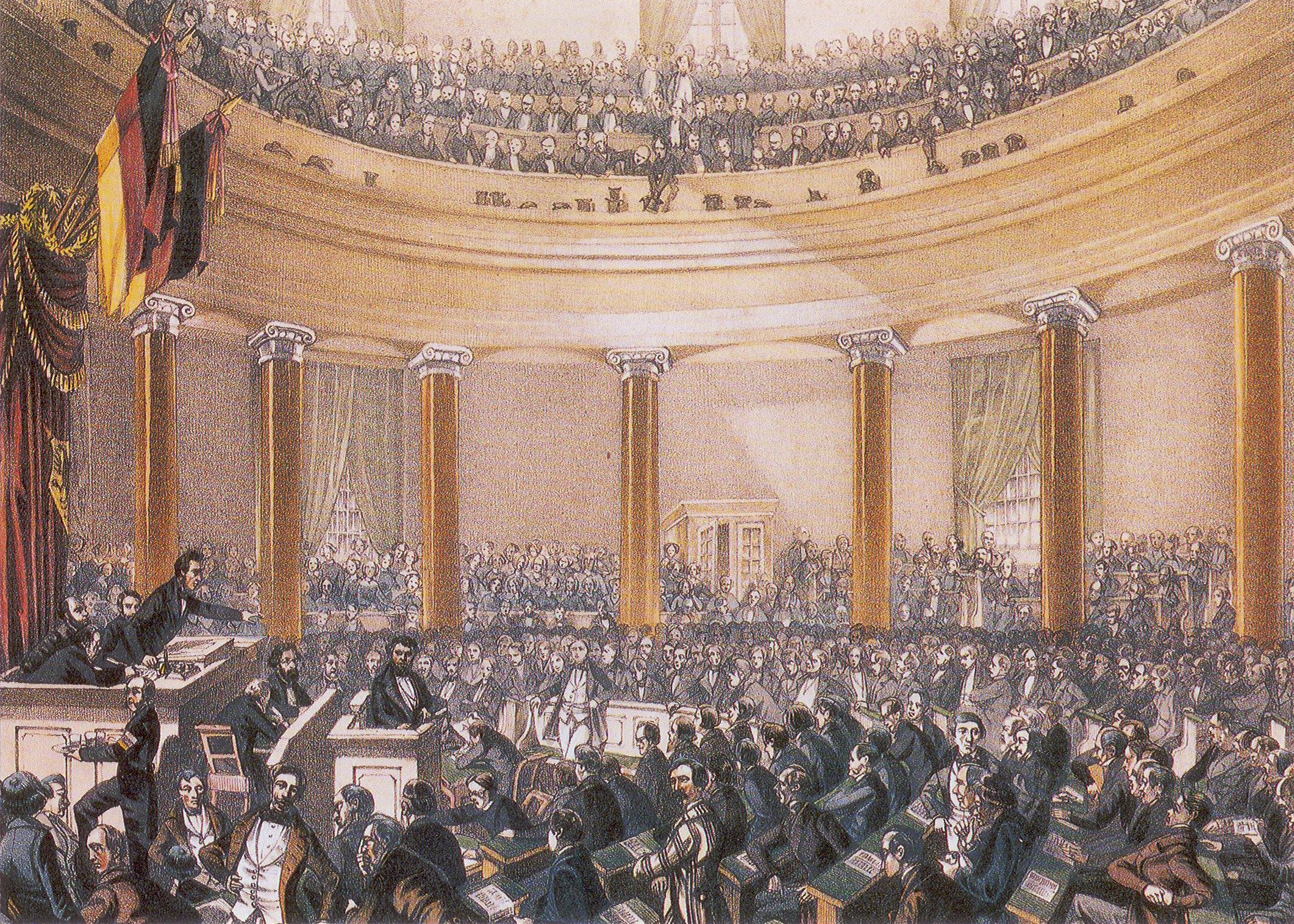
I sessione al Parlamento di Francoforte (1848)

La bozza di carta costituzionale approvata dall'assemblea prevedeva uno stato federale tedesco retto da un imperatore ereditario, identificato nella seduta del 28 marzo 1849 in Federico Guglielmo IV di Prussia. Costui tuttavia era troppo conservatore per accettare la corona imperiale da un'assemblea che non fosse quella dei principi tedeschi: rifiutò l'offerta, come rifiutò peraltro la stessa costituzione. Le intenzioni del re di Prussia tuttavia subirono un grave scacco quando tentò di ottenere la designazione alla corona tedesca dagli altri sovrani: aderirono solo alcuni stati minori, mentre i maggiori, Austria in testa, si ritirarono.
Quando la Prussia occupò l'Assia (settembre 1850) si arrivò a un passo da un conflitto armato, evitato con la firma della convenzione di Olmütz del 29 novembre 1850, con la quale il primo ministro austriaco Felix Schwarzenberg imponeva ai Prussiani l'abbandono dei progetti unitari e il ripristino della Confederazione germanica del 1815. La Prussia non perdonò mai all'Austria l'umiliante trattato e cercò di volgere la confederazione in suo favore, sospinta dai progressi derivanti dall'industrializzazione delle sue province renane.

### L'egemonia prussiana in Germania

La Confederazione Tedesca del Nord (in rosso)

Una svolta in favore dell'unificazione tedesca si ebbe con l'ascesa di Guglielmo I al trono di Prussia (1861) e di Otto von Bismarck alla cancelleria prussiana (1862). Il nuovo re aspirava a dare alla Prussia l'egemonia in Germania; a lui pertanto guardava la corrente unitaria costituita dai liberali, i quali in Prussia tendevano alla costituzione di uno stato tedesco parlamentare. Le elezioni del 16 settembre 1862 dettero in Prussia la quasi totalità dei seggi ai liberali e il 23 settembre 1862 Guglielmo dette l'incarico di capo del governo e di ministro degli Esteri a Bismarck, uno statista che in realtà nutriva un profondo disprezzo per le idee liberali e democratiche, ma che da realista riteneva che l'unificazione dei vari stati tedeschi fosse necessaria per conservare alla Prussia il ruolo di grande potenza in Europa.
Bismarck portò a compimento l'unificazione in meno di dieci anni raggiungendo, grazie all'azione diplomatica e alla forza dell'esercito prussiano riorganizzato da Albrecht von Roon e da Moltke, gli obiettivi di instaurare l'egemonia prussiana ed eliminare l'influenza dell'Austria in Germania. Dapprima Bismarck coinvolse l'Austria in una guerra contro la Danimarca avente l'obiettivo di recuperare lo Schleswig-Holstein alla Confederazione germanica (Seconda guerra dello Schleswig, 1864); successivamente, in alleanza con l'Italia, mosse guerra all'Austria, la batté nella battaglia di Sadowa (3 luglio 1866), la costrinse a cedere il Veneto alla Francia (la quale poi lo donò all'Italia), e infine la espulse dalla Confederazione germanica. Quest'ultima venne articolata nel 1866 in due unità federali, a Nord e a Sud del Meno, all'ombra di un'evidente egemonia prussiana.
L'annessione dei nuovi territori fu compiuta abbastanza facilmente, anche perché l'Austria accettò di disinteressarsi delle questioni tedesche (Trattato di Praga). Il 1º luglio 1867 fu promulgata la Costituzione di un nuovo Stato, la Confederazione Tedesca del Nord, con un Reichstag eletto a suffragio universale. La Sassonia ne era il principale Stato federato dopo la Prussia, che ne aveva la presidenza. Bismarck, nominato cancelliere federale della Confederazione, ricevette l'appoggio di tutti i nazionalisti tedeschi e iniziò le manovre per l'unione degli Stati al sud del Meno quali Baviera, Württemberg e Baden, oltre all'Alsazia-Lorena in mano ai francesi.

### La guerra franco-prussiana e l'unificazione
Risolto il contenzioso con l'Austria, Bismarck necessitava ora di un pretesto per una guerra contro la Francia di Napoleone III, anch'essa ostile alla creazione di un grande stato tedesco. La Francia inoltre era in possesso delle regioni dell'Alsazia-Lorena, abitate per la maggior parte da tedeschi.

La crisi diplomatica tra Francia e la Confederazione germanica a guida prussiana da cui scaturì lo scoppio del conflitto fu determinata dalle difficoltà di giungere a un accordo sulla successione al trono di Spagna, rimasto vacante a causa del rovesciamento di Isabella II a seguito della rivoluzione del settembre 1868. In tal senso era stato prospettato che fosse chiamato al trono un esponente della famiglia Hohenzollern, nonché parente del re Guglielmo I, Leopoldo di Hohenzollern-Sigmaringen. Le Cortes spagnole accolsero con favore la proposta prussiana. Alla possibile ascesa del candidato tedesco al trono spagnolo, la Francia si oppose con forza, decisa a impedire che si potesse realizzare un nuovo accerchiamento dei territori francesi, come già avvenuto ai tempi dell'impero di Carlo V.  

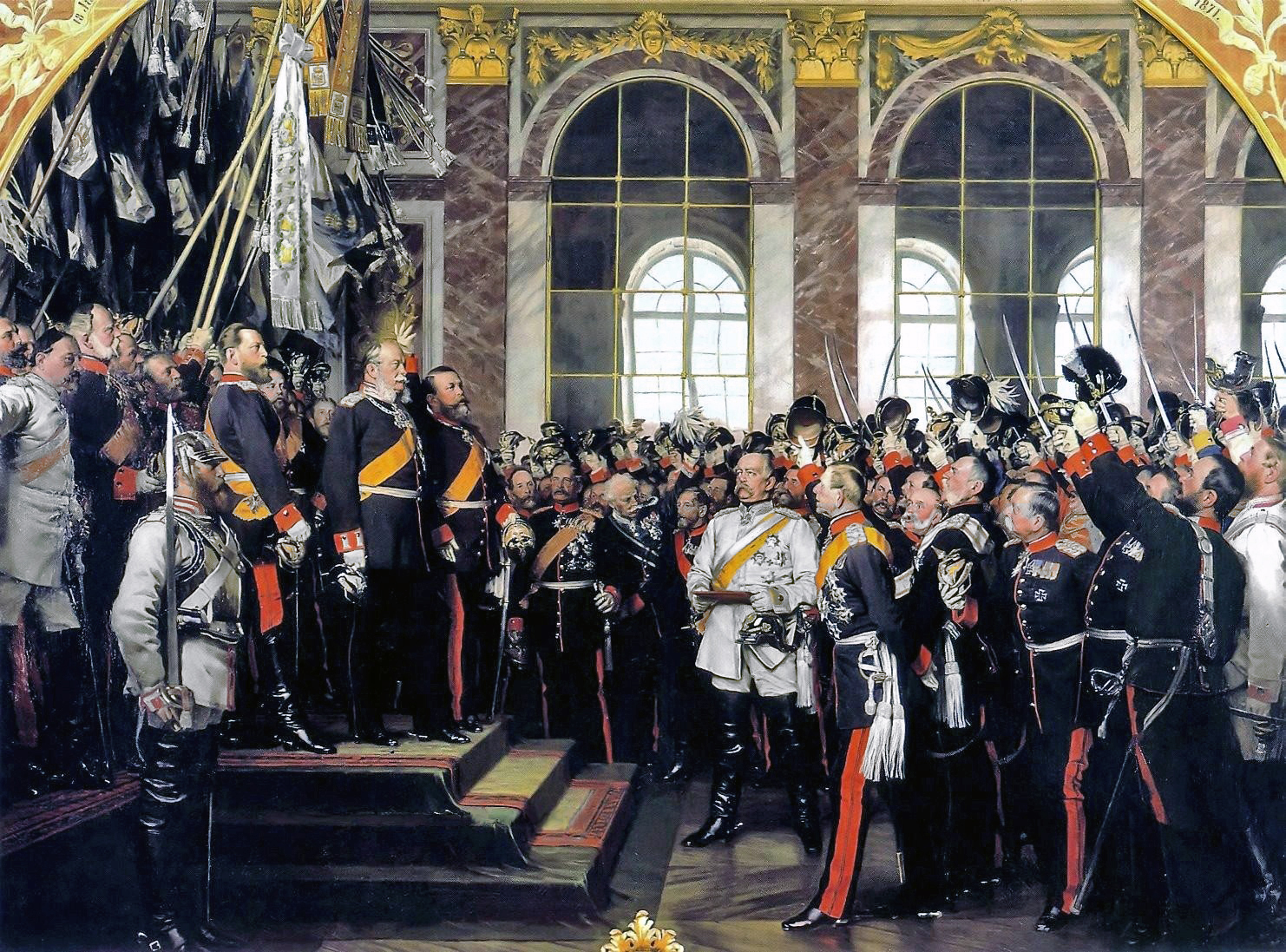
La proclamazione dell'Impero tedesco nella Galleria degli Specchi della Reggia di Versailles, dipinto di Anton von Werner (1877).

La guerra fu inevitabile. A causare la definitiva rottura fu un'azione spregiudicata ma astuta di Bismarck, che spinse Napoleone III a dichiarare guerra alla Confederazione Tedesca del Nord (19 luglio 1870) per mezzo di un dispaccio diplomatico falsificato. In questo modo la Confederazione passò per la "vittima" e la Francia come l'unico aggressore. Napoleone III sperava di ricorrere all'alleanza dell'Austria prospettandole la possibilità di "vendicarsi" della sconfitta della Sadowa. L'Impero asburgico, tuttavia, decise di restare fuori dal conflitto in osservanza del Trattato di Praga, lasciando così la Francia priva di alleati contro la Prussia e tutti gli stati tedeschi, anche quelli del sud con alla testa la Baviera.
L'esercito prussiano, di gran lunga più preparato e organizzato di quello francese, ebbe la meglio sconfiggendo i francesi nella decisiva battaglia di Sedan del 2 settembre 1870 durante la quale lo stesso Napoleone III fu fatto prigioniero. Con questa sconfitta umiliante la Francia dovette capitolare. La sconfitta destabilizzò inoltre il regime di Napoleone in patria, dove il suo impero fu dichiarato decaduto e fu proclamata la Terza repubblica francese. La sconfitta francese ebbe importanti ripercussioni anche in Italia in quanto le truppe francesi incaricate di presidiare Roma a difesa del Pontefice abbandonarono la città permettendo così all'Esercito Italiano di impossessarsi di Roma il 20 settembre decretando la fine dello Stato Pontificio e proclamando la città capitale del Regno d'Italia.
L'esito vittorioso spinse gli stati tedeschi del Sud a iniziare le trattative con la Prussia per il loro ingresso nella Confederazione.  Il 18 gennaio 1871, nella Galleria degli Specchi della reggia di Versailles nasceva l'Impero tedesco di cui, su proposta di Luigi II di Baviera, Guglielmo I fu proclamato imperatore. Con il trattato di Francoforte del 10 maggio 1871, inoltre, venne ufficializzata la cessione da parte francese delle regioni dell'Alsazia-Lorena all'Impero tedesco e il pagamento da parte della Francia di un indennizzo di cinque miliardi di franchi in tre anni

## L'ideologia e le componenti sociali
Lo storico Federico Chabod individua il punto di partenza del nuovo corso della storia tedesca in un particolare concetto di nazionalità: "A differenza di altri popoli, i tedeschi sentono la nazione in senso naturalistico ed etnico. Herder la considera come un fatto naturale, basato sul sangue e sul suolo; Friedrich Schlegel sostiene che quanto più antico e puro è il ceppo, tanto più lo sono i costumi; e quanto più puri sono i costumi, maggiore e più vero è l'attaccamento ad essi, più grande sarà la nazione. Il popolo tedesco comincia a considerarsi il solo popolo puro, e si paragona all'antico popolo greco, e, come questo, destinato a diventare il vero popolo rappresentativo dell'umanità. Gli altri popoli, per Friedrich Schiller, sono stati il fiore cadùco, il popolo tedesco sarà il durevole frutto dorato. Gli inglesi sono avidi di tesori, i francesi di splendori, ai tedeschi spetta in sorte il destino più alto: vivere a contatto con lo spirito del mondo. Ogni popolo ha la sua giornata nella storia; la giornata dei tedeschi sarà la messe di tutte le età". D'altronde già il filosofo idealista Fichte nei Discorsi alla nazione tedesca, scritti dopo la battaglia di Jena (1806) e l'occupazione napoleonica della Prussia, aveva sostenuto l'idea che il popolo tedesco era stato scelto da Dio per compiere la missione di rigenerare spiritualmente il mondo. Di fronte alla decadenza fisica e morale dei popoli neolatini, il tedesco è l'unico popolo che abbia conservato l'integrità e la purezza della sua stirpe, è l'Urvolk, destinato a essere la nazione-guida dell'Europa intera.
La borghesia tedesca sviluppò il sentimento di unità all'interno e di chiusura verso l'esterno con la costituzione dello Zollverein, con un rigido protezionismo doganale e la costruzione di una rete ferroviaria per favorire gli scambi interni.
Nota lo storico E. Vermeil che la borghesia tedesca rimase refrattaria alle idee liberali, mantenne al suo interno la feudalità agraria, la prolungò con la feudalità industriale di un capitalismo corporativo, lasciò che questa feudalità industriale si affermasse in misura schiacciante su un'agricoltura arretrata, e, grazie all'Unione doganale (Zollverein), praticò una specie di nazionalismo economico che trasferiva sulle frontiere le barriere abbattute all'interno. Agrari, industriali e commercianti tedeschi non erano passati per le lotte politiche e sociali dell'Inghilterra e della Francia, non avevano sperimentato il liberalismo economico, ma erano rimasti chiusi nel particolarismo protezionistico e nell'assolutismo dei prìncipi; erano quindi rimasti arretrati socialmente e culturalmente.